# 金曜日のロイド
金曜日のロイド（きんようびのロイド）は、いわきり新習慣とおーくら今に見てろ!からなる日本のお笑いユニット。

## メンバー
いわきり新習慣（いわきりしんしゅうかん、1981年5月26日 ‐ ）　
- 立ち位置は向かって右、ツッコミ担当。
- 福岡県嘉麻市出身。
- 本名：岩切 専廣（いわきり たかひろ）。
- 血液型はAB型。ふたご座。身長170cm。
- 趣味はファッション。
- 特技はビリヤードと剣道。
- 「リトルドンファン」「ハイジャンプ」（吉本興業所属）、「番犬キスケ」（フリー）、「発熱スニーカー」（ライジング・アップ所属）を組んでいたことがある。
- 現在は金曜日のロイドを含めた計3ユニットを組んでおり、元ジンギスキャンのタケ竹原と「メアリの休日」[1]、元ビコーズアイラブユーのレタスチャーハンかけじろうと「超弾道鉄球」[2]というコンビ名でそれぞれ活動をしている。
- 衣装は緑色のスーツに白シャツを着て舞台に立つことが多いが、ラスタ池袋での昼寄席では私服で出ることがほとんどである。
- 芸人になるために上京する前日にしこたま酒を飲み、翌日の予約していた飛行機を逃し、なぜかヒッチハイクを敢行し1500キロの道のりを15時間かけて上京したことがある。[3]
- 夜勤終わりにツイキャスをすることが多い。

おーくら今に見てろ!（おーくらいまにみてろ、1993年2月27日 ‐ ）
- 立ち位置は向かって左、ボケ担当。
- 東京都墨田区錦糸町出身。
- 本名：大倉 悠人（おおくら ゆうと）。
- 血液型はO型。うお座。身長185cm。
- 趣味はサッカー鑑賞と食べ歩き。
- 特技は気配を消して人の背後に立てること、フットサル。
- 「寒空パンチピッチ」（プロダクションJDW所属）、「バーバラ」（ニュースタッフプロダクション所属）というコンビを組んでいたことがある。
- ピンでも活動を続けており、自虐的なネタが多い傾向にある。
- 衣装は白シャツに薄緑色の長ズボンを着用し、ループタイを身に付けている。
- 2017年4月15日に芸名を「スリム上原」から「おーくらゆーと」に変え、その後はザ・ビリーバーズ中野から貰った芸名で活動を続けている。
- Twitterのプロフィールは、毎月の最終月曜に行われる月曜夜のネタと企画というライブの企画で決められたものである。
- 中学生時代に連合陸上大会で行われた1500ｍ・3000ｍの部で入賞したことがある。

## 概要
- 12歳差の年の差コンビである。
- 2017年9月に結成。M-1グランプリ2018では3回戦にまで進んだがその後一度解散。2021年12月にユニットという形で再始動し、M-1グランプリ2022でも3回戦に進出[4]。正式なコンビではなくユニットであり、活動は断続的である。
- おーくらがネタ中に噛むことが多く、その度にいわきりからツッコまれている。